# Helenita Vargas
Sofía Helena Vargas Marulanda (Cali, 3 de marzo de 1934-Cali, 7 de febrero de 2011), conocida artísticamente como Helenita Vargas, fue una cantante colombiana  de los géneros ranchera, bolero y música popular colombiana apodada La Ronca De Oro.

## Biografía
Helena Vargas nació en Cali, Valle del Cauca. Fue la cuarta hija del matrimonio de Eliécer Vargas y Susana Marulanda. Se dice que de niña no fue buena estudiante y que aprendió a cantar antes que a leer. Su infancia y adolescencia transcurrieron en una finca de la familia. 
Sus padres la inscribieron en el internado del Colegio María Auxiliadora, administrado por las hermanas salesianas en Bogotá. Allí también dio a conocer su vena artística, cantando en los eventos de la institución, apodándose entonces Rosita Linares. Habiendo perdido años de estudio y aprovechando la noticia de la muerte de su hermano Alberto, la joven artista regresó a Cali sin haber terminado el cuarto año de bachillerato.
En 1948, sus padres decidieron matricularla en el Conservatorio y en el Instituto Popular de Cultura, pero de allí fue expulsada pocos días después por negarse a leer partituras, según el testimonio de su hermana Alicia, que decidió quedarse en el internado.
A los 16 años se presentó ante el destacado cantante, músico y compositor mexicano Agustín Lara, abordándolo en el Hotel Alférez de Cali, donde se hospedaba el artista. Vargas cantó junto a él el tema Farolito lo que impactó a Lara por el talento que mostraba la joven artista. 
Por esa época Sofía Helena se dio a conocer entre la alta sociedad caleña. Siempre que podía, cargaba con su guitarra y cantaba en reuniones, incluso alcanzando a dar un par de serenatas a sus amigos. Su participación en el Concurso Nacional de Belleza, en 1951, como Señorita Cali, solo le sirvió, como ella misma contó después, para darse cuenta de que el público la quería.
Posteriormente, la artista, de 17 años, se enamoró del abogado y senador Isaías Hernán Ibarra, quien le doblaba la edad. Ambos se casarían a escondidas el 28 de diciembre de 1951, en la Iglesia San Fernando, con papeles que un abogado falsificó para que ella apareciera como si tuviera 21 años. Su familia la censuró y, desde el principio de su matrimonio, descubrió que su marido era maltratador y frecuentaba a otras mujeres. Después de varios abortos involuntarios, se armó de valor para regresar a la casa de sus padres estando embarazada. El ambiente no fue el mejor, pero la grabación de su primer disco con la empresa Industrias Fonográficas Sello Vergara en Medellín y el nacimiento de su única hija, María Del Pilar Ibarra Vargas, la llenaron de valor para soportar la avalancha de críticas y la descalificación de su madre. Por esos días, conoció al médico Gonzalo Zafra, separado de su cónyuge al igual que ella. Debido a ello, marcharon a Bogotá, convencidos de que allí podrían vivir en paz, lejos de la censura de la sociedad caleña. No obstante, a los pocos años regresaron y se insertaron en la vida de la ciudad.
En 1968, un ejecutivo de la empresa Sonolux (actualmente desaparecida) viajó desde Medellín a Cali para proponerle un contrato para grabar su primer disco de larga duración. Sin embargo, su pareja, Gonzalo Zafra, pidió al ejecutivo que nada se le pagara a la artista, pues dudaba del éxito que pudiera tener, ya que hasta entonces solo cantaba en pequeños eventos sociales y no profesionalmente. Su primer disco sencillo le hizo ganar al año siguiente su primer Disco de Oro y el apodo que la distinguiría en lo sucesivo: "La Ronca De Oro", que le adjudicó el periodista cubano José Pardo Llada. A partir de ese momento, se cimentó su fama de cantante popular, adoptando por consejo de los productores discográficos la música ranchera y arrabalera, a partir de lo cual fue construyendo su estilo propio.
El éxito y la fama solo se vieron empañados por la muerte de su padre y por la censura que aún sufría en parte de la sociedad caleña, debido a que Helenita y Gonzalo nunca se casaron. Las siguientes tres décadas serían su época dorada. A pesar de las críticas por su estilo, por no poseer una gran voz y por los constantes rumores de sostener amoríos con todo tipo de personajes públicos (desde expresidentes y políticos, hasta sus apoderados artísticos), Helenita fue considerada la máxima exponente del estilo ranchero en su país. En la década de 1970, el cantautor nicaragüense Carlos Mejía Godoy, exponente del folclore de ese país, compuso "María de los guardias", la canción que más satisfacciones le dio a la intérprete.
En 2009, sufrió una crisis de salud que la llevó a someterse a un trasplante de hígado que su cuerpo rechazó. A partir de entonces, sus apariciones en los escenarios fueron esporádicas. A finales de 2010, el Concejo de Cali le rindió un homenaje en el teatro Los Cristales de esa ciudad, evento en el cual estuvo muy delicada de salud. En diciembre del mismo año grabó sus dos últimas canciones, "Golondrinas", un tango de Carlos Gardel, y su vals favorito, "Mi Huella", de Graciela Arango de Tobón.

## Fallecimiento
En enero de 2011, ingresó a la Clínica Valle del Lilí, en Cali, donde estuvo internada durante tres semanas en cuidados intensivos, debido a una infección generalizada que se centró en los pulmones. El 7 de febrero de ese año, falleció en dicho centro hospitalario a las 18:36 (hora local), debido a problemas respiratorios de acuerdo al comunicado médico. Al día siguiente fue velada en cámara ardiente, como homenaje por toda su trayectoria, en el Teatro Municipal Enrique Buenaventura, y al día siguiente en el barrio San Fernando en Cali. Ese mismo día, según sus deseos, fue cremada en una ceremonia privada en el Cementerio Metropolitano del Sur.

## Discografía
Las siguientes listas de discografía son parciales. Algunos álbumes originales de los primeros años de la artista, probablemente no fueron digitalizados.

### Discografía original
| Año de publicación | Título                             | Discográfica                         |
| 1967               | La Voz Romántica de Elenita Vargas | Sello Vergara (Colombia) SV L.P. 148 |
| 1968               | La fabulosa Helenita Vargas        | Sonolux (Colombia)                   |
| 1974               | La Ronca de Oro                    | Codiscos (Colombia)                  |
| 1978               | Señora                             | Sonolux (Colombia)                   |
| 1979               | Así se canta                       | Sonolux (Colombia)                   |
| 1980               | Qué te dio esa mujer               | Sonolux (Colombia)                   |
| 1981               | La Guerrillera                     | Sonolux (Colombia)                   |
| 1982               | Pregúntele por mí                  | Sonolux (Colombia)                   |
| 1983               | Señor                              | Sonolux (Colombia)                   |
| 1984               | Qué pena que te vas...             | Sonolux (Colombia)                   |
| 1985               | Ya tengo a donde ir                | Sonolux (Colombia)                   |
| 1986               | Cheque al portador                 | Sonolux (Colombia)                   |
| 1987               | No te pido más                     | Sonolux (Colombia)                   |
| 1988               | Mis 20 años                        | Sonolux (Colombia)                   |
| 1989               | La prohibida                       | Sonolux (Colombia)                   |
| 1990               | Visto de negro                     | Sonolux (Colombia)                   |
| 1991               | La única                           | Sonolux (Colombia)                   |
| 1995               | Lo mejor de Helenita Vargas        | Discos Fuentes (Colombia)            |
| 1996               | Sabes de que tengo ganas           | Discos Fuentes (Colombia)            |
| 1996               | Y todavía te quiero                | Sonolux (Colombia)                   |
| 1997               | Mejor que nunca                    | Discos Fuentes (Colombia)            |
| 1998               | A los varones                      | Discos Fuentes (Colombia)            |
| 2000               | "La Ronca" entre amigos            | Sonolux (Colombia)                   |
| 2002               | Llorando penas                     | Discos Fuentes (Colombia)            |
| 2003               | A mi amiga, María Dolores          | Codiscos (Colombia)                  |
| 2006               | Me llaman "La Ronca"               | Codiscos (Colombia)                  |

### Recopilaciones
| Año de publicación | Título                                                         | Discográfica              |
| 1996               | 20 éxitos de Helenita Vargas                                   | Sonolux (Colombia)        |
| 1996               | 20 éxitos, lo mejor                                            | Discos Fuentes (Colombia) |
| 2006               | Los 30 Mejores (doble CD)                                      | Codiscos (Colombia)       |
| 2008               | Helenita Vargas, La Ronca de Oro, Serie Premium única (CD+DVD) | Codiscos (Colombia)       |
| 2011               | Helenita Vargas, por siempre (CD+DVD)                          | Codiscos (Colombia)       |
| 2014               | Vive... La Ronca de Oro (CD+DVD)                               | Codiscos (Colombia)       |